# Helene Hegemann

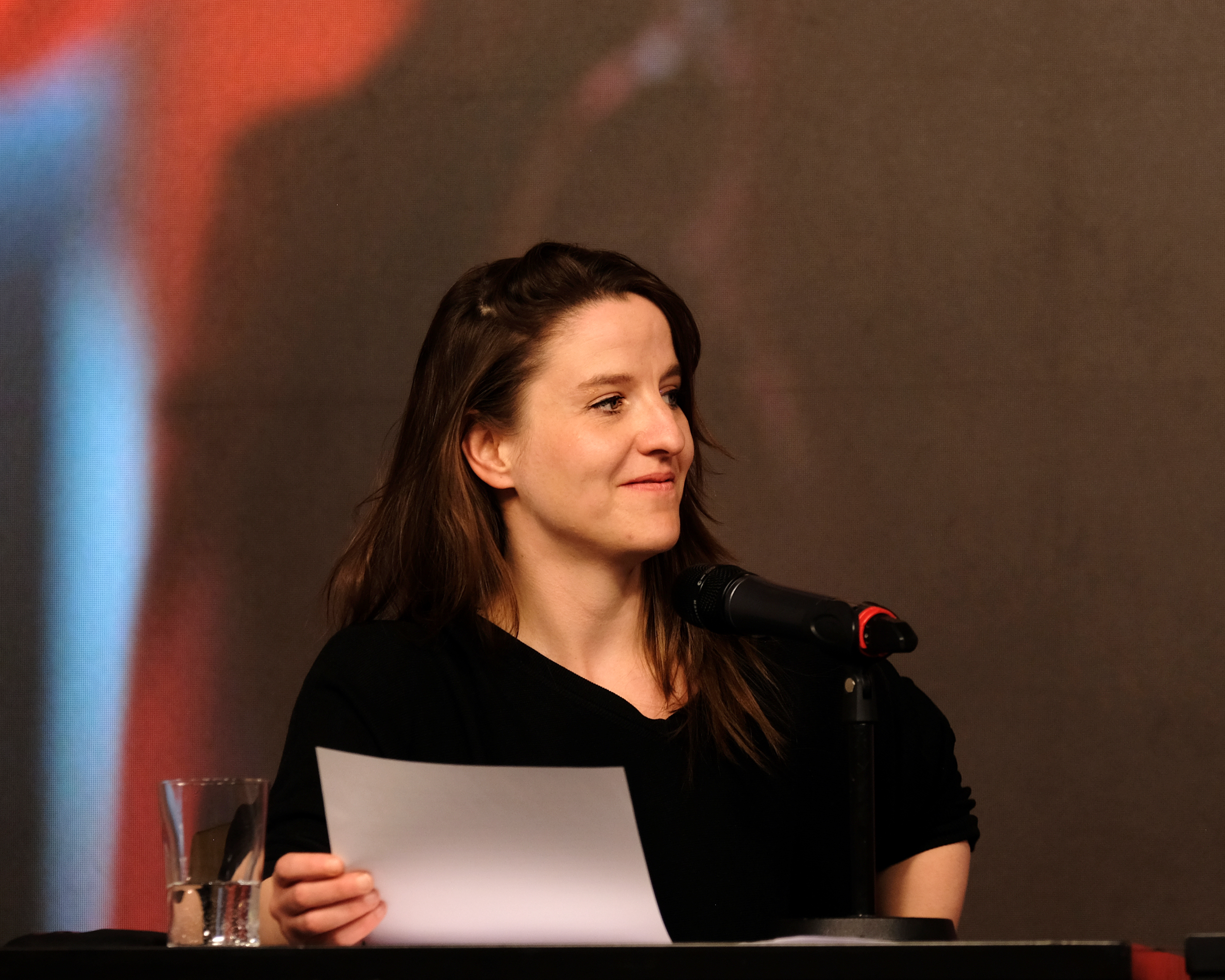
Helene Hegemann em 2025.

Helene Hegemann (nascida em 19 de fevereiro de 1992 em Friburgo na Brisgóvia) é uma escritora, diretora e atriz alemã. Como uma escritora jovem seu trabalho foi bastante reconhecido, embora seu primeiro romance, Axolotl Roadkill, levantou alguma controvérsia de plágio. O livro já foi traduzido para vários idiomas. 

## Vida
Hegemann foi criada por sua mãe divorciada, uma artista gráfica e pintora. Após a morte de sua mãe, ela se mudou para a casa do seu pai. Ela começou a escrever e ganhou primeiramente atenção com seu blog. Em 6 de dezembro de 2007, sua peça, Ariel 15 estreou no Ballhaus Ost em Berlim, com a direção de Sebastian Mauksch. Hegemann chamou sua peça de um conto de fadas literário. A Deutschland Radio adaptou como um drama de rádio em 2008. No mesmo ano, um roteiro que ela escreveu aos 14 anos foi desenvolvido. O  resultado foi o lançamento do filme Torpedo, um drama jovem, que estreou em 2008 no Hof Film Festival e passou no cinemas alemães no verão de 2009. O filme ganhou o prêmio Max Ophüls. Hegemann dá crédito ao filme de Jean-Luc Godard Week End como a maior influência ao seu estilo de escrita. Em 2009, Hegemann atuou em um papel no filme Germany 09, por Nicolette Krebitz. 
Hegemann vive em Berlim  com sua colega Andrea Hanna Hünniger e estuda na Universidade para Alunos não Tradicionais.
Em 2013, seu segundo romance Jage zwei Tiger e em 2018 seu terceiro romance Bungalow foram publicados.

## Trabalhos

### Livros
- Axolotl Roadkill, Ullstein, ISBN 978-3-550-08792-9
  - Axolotl Roadkill / druk 1, ISBN 978-90-295-7359-7
  - Roadkill, ISBN 978-88-06-20507-2
  - Axolotl Roadkill, ISBN 978-1-84901-054-2
- Jage zwei Tiger, ISBN 978-3-446-24367-5
- Bungalow, ISBN 978-3-446-25317-9

### Filmes
- Torpedo 2008, (Diretora, Roteirista) [10]
- Axolotl Overkill 2017 (Diretora, Roteirista) [11]